# Edith Kraus

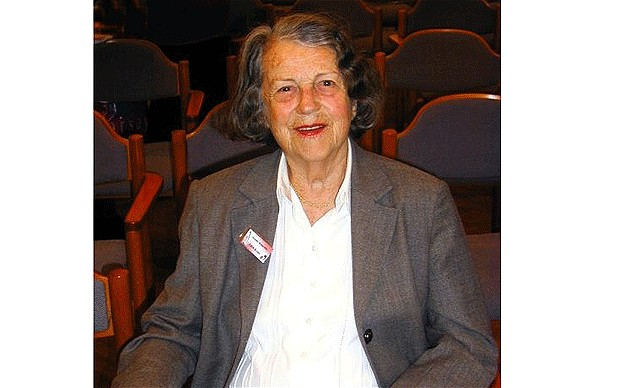
Edith Kraus (2015)

Edith  Kraus (geboren 16. Mai 1913 in Wien, Österreich-Ungarn; gestorben 3. September 2013 in Jerusalem, auch Edith Kraus-Bloedy; Edith Kraus-Steiner) war eine israelische Pianistin.

## Leben
Edith Kraus’ Vater betrieb ein Wäschegeschäft in Wien mit einer Filiale in Karlsbad, wo Edith seit 1919 aufwuchs. Sie galt als musikalisches Wunderkind und hatte mit elf Jahren ihren ersten Auftritt mit dem Karlsbader Orchester in Mozarts Klavierkonzert in c-moll. 1927 wurde sie mit einem Empfehlungsschreiben Alma Mahlers von Artur Schnabel in dessen Meisterklasse in Berlin aufgenommen. Ab 1930 arbeitete sie als Klavierpädagogin in Prag und trat auch im Rundfunk auf. 1933 heiratete sie den Prager Fabrikanten Karl Steiner. Nach der deutschen Besetzung der Tschechoslowakei 1939 hatte sie Berufs- und Auftrittsverbot. 1942 wurden sie in das Ghetto Theresienstadt deportiert, Steiner und seine Mutter und Schwester wurden mit den Oktobertransporten 1944 in das Vernichtungslager Auschwitz deportiert. 
Nach der Befreiung heiratete sie 1947 in zweiter Ehe Arpad Bloedy, 1948 wurde eine Tochter geboren. 1949 wanderten sie nach Israel aus. Edith Kraus unterrichtete zunächst alle interessierten Nachbarskinder, bis sie von 1957 bis 1981 an der Musikakademie in Tel Aviv lehrte. Universität Tel Aviv.
Kraus widmete sich hauptsächlich der Wiener Klassik, der Zweiten Wiener Schule und der Musik von Viktor Ullmann und Pavel Haas, sogenannte Theresienstädter Komponisten, die sie dort erlebt hatte. Ihr besonderes Augenmerk galt Pavel Haas. Viktor Ullmann bat sie, seine 6. Klaviersonate in Theresienstadt uraufzuführen. 
Sie machte CD-Einspielungen, hielt Vorträge in verschiedenen Ländern und wirkte bei TV-Dokumentationen mit. 1993 nahm Kraus in Prag die vier ersten Klaviersonaten Ullmanns auf. 1998 erlitt sie einen Schlaganfall. Das beeinträchtigte ihre linke Hand so sehr, dass sie nicht mehr auftreten konnte. Sie begann Meisterkurse zu geben: Music and Rememberance fand in den Folgejahren in Israel und Prag statt, bis Edith Kraus 2002 zum ersten Mal wieder nach Deutschland kam, um in Schwerin Meisterkurse zu geben, und als Jurorin im Wettbewerb „Verfemte Musik“ mitzuwirken.

## Film
- Marita Barthel-Rösing und Wilhelm Rösing: Enjoy the Music – Die Pianistin Edith Kraus – vom Wunderkind durch Theresienstadt nach Israel. Dokumentarfilm. 2012, 99 Min.[4]